# Тыва (посёлок железнодорожной станции)
Ты́ва — железнодорожная станция в Ленском районе Архангельской области. Входит в состав Урдомского городского поселения.

## География
Находится в юго-восточной части Архангельской области на расстоянии приблизительно 7 км на северо-восток по прямой от административного центра поселения поселка Урдома у железнодорожной линии Котлас-Воркута.

## История
Населённый пункт вырос при одноимённой станции, открытой в 1942 году. В 1970-80-е годы при станции работал нижний склад Тывского лесопункта. Здесь было отмечено 23 хозяйства (1974 год), 13 (1985), 14 (1996).

## Население
Численность населения: 58 человек (1974 год), 24 (1985), 24 (1996), 11 (русские 82 %) в 2002 году, 7 в 2010.